# Tenth Avenue
Tenth Avenue / Amsterdam Avenue är en norr-sydgående aveny på Manhattan i New York. Den tar bara uptown (norrgående) trafik söder om West 110th Street men norr om den är den dubbelriktad.
Tenth Avenue börjar vid West 13th Street och West Side Highway i West Village / Meatpacking District och den går uptown (norrgående) i 47 kvarter, till korsningen vid West 59th Street, där den byter namn till Amsterdam Avenue och fortsätter norrut.
Amsterdam Avenue fortsätter 129 kvarter norrut innan den når High Bridge Park vid West 190th Street. Där byter vägen namn och fortsätter som Fort George Avenue en kort sträcka innan den slutar, vid korsningen av West 218th Street och Broadway, nära den allra nordligaste delen av Manhattan vid Broadway Bridge, som går över Harlem River.
Söder om High Bridge Park sträcker sig Amsterdam/Tenth Avenue totalt 177 kvarter, vilket gör det till den längsta kontinuerligt fortlöpande avenyn på Manhattan (undantaget Broadway, West Side Highway och FDR Drive, vilka inte räknas som avenyer).